# The Overslept
The Overslept est un groupe néerlandais de punk rock, originaire de Hilversum.

## Histoire
The Overslept est formé en avril 2014 à Hilversum, et chante en anglais. Il est composé de Sem Jonkhout, Tommy van der Leer, Daan Brink et Délano Ladurner. The Overslept est formé en tant que trio, que Ladurner rejoint en 2015. Le groupe sort son premier EP en 2014 sous le titre de Memory Lane. Le deuxième EP, intitulé Guidelines, sort en 2015. Trois ans plus tard, le 18 mai 2018, le troisième EP Signals sort, et le groupe part en tournée promotionnelle participant notamment au festival Pinkpop.
En 2022, le groupe joue au Poppodium Volt, et publie un nouveau single, Dead of Night en 2023. En février 2023, ils annoncent l'arrêt temporaire de leurs activités après un dernier concert en mai 2023.

## Discographie

### EP
- 2014 : Memory Lane
- 2015 : Guidelines
- 2018 : Signals